# Bergerstraße 8 (Nördlingen)

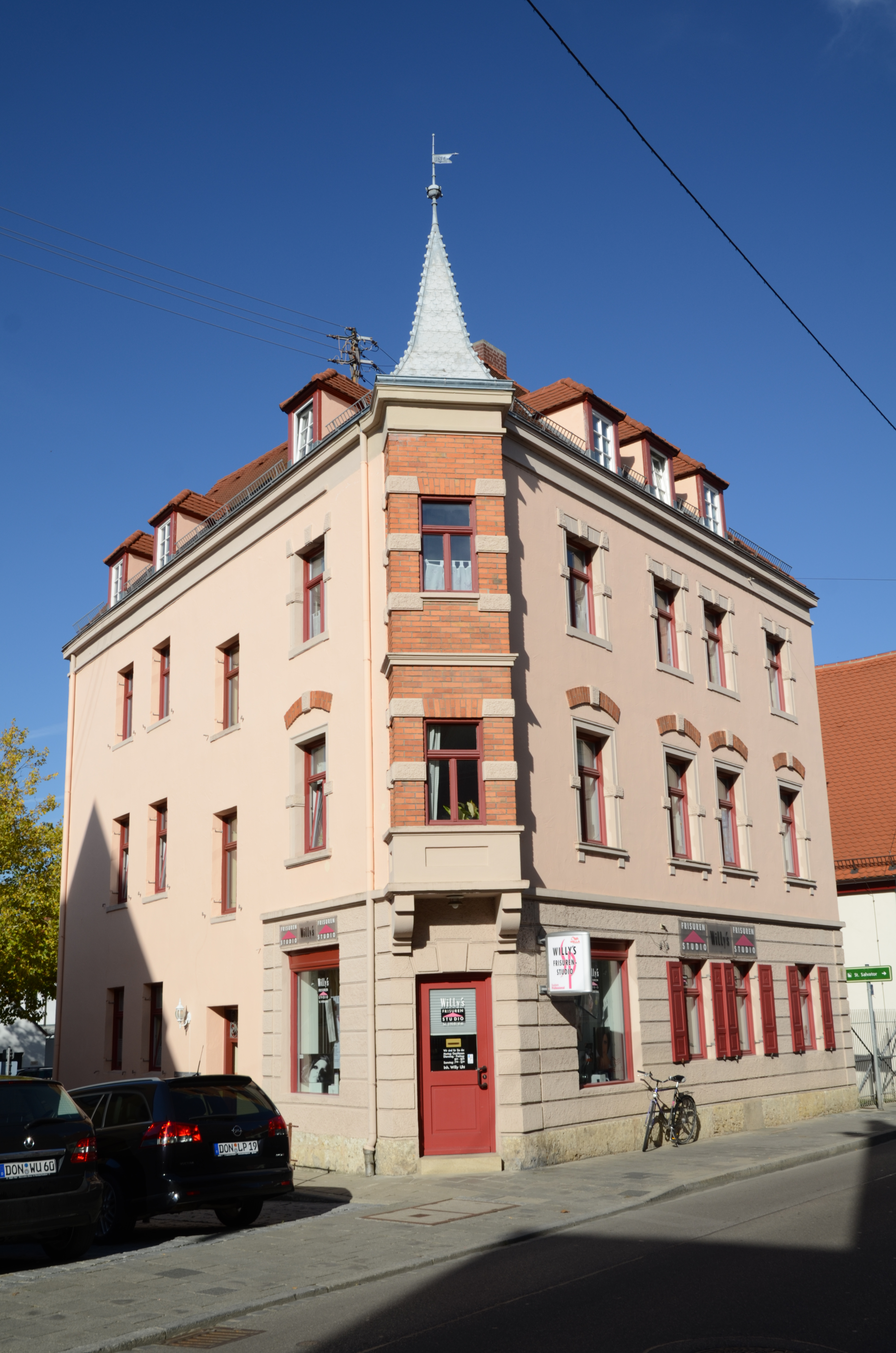
Gebäude Bergerstraße 8 in Nördlingen

Das Gebäude Bergerstraße 8 in Nördlingen, einer Stadt im schwäbischen Landkreis Donau-Ries in Bayern, wurde 1896 an der Stelle eines im gleichen Jahr abgebrannten Vorgängerbaus für den jüdischen Textilhändler Jakob Seligmann errichtet. Das Geschäfts- und Mietswohnhaus ist ein geschütztes Baudenkmal.
Der dreigeschossige Walmdachbau in Ecklage ist mit Putzgliederungen, Dachgauben und einem Eckerker, der von einem Zeltdach mit Dachknauf bekrönt wird, versehen.